# 提谟克勒翁
提谟克勒翁（英語：Timocreon），约活动于公元前5世纪前期。古希腊罗德斯的抒情诗人与挽歌作者，他由于支持波斯人占领该岛而被驱逐。他也是地米斯托克利和莫尼德斯的政人。他的诗作现仅存有残篇。